# Varsseveld

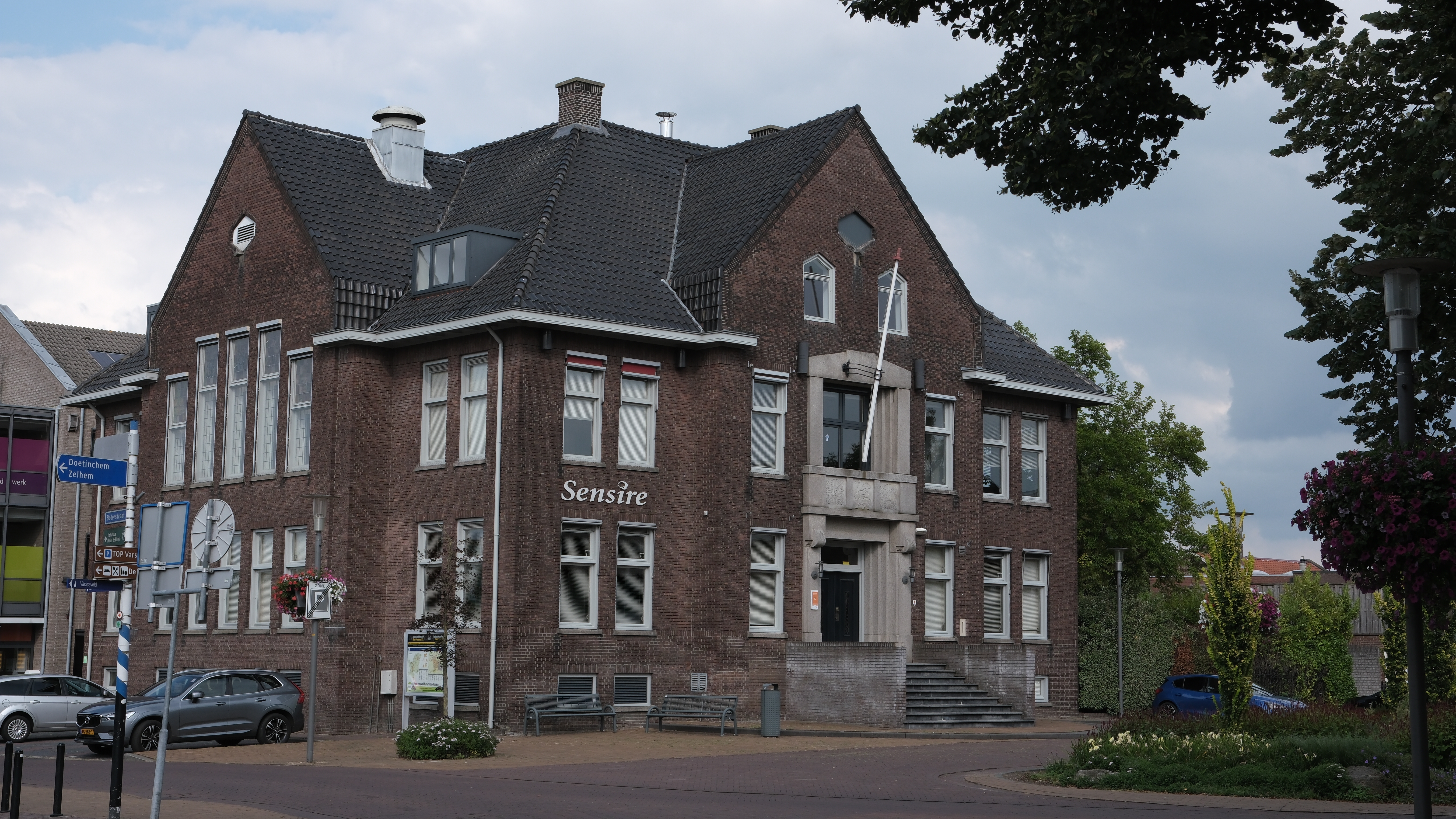
Ehemaliges Gemeindehaus der Gemeinde Wisch

Das Dorf Varsseveld liegt in der Gemeinde Oude IJsselstreek, in den östlichen Niederlanden, zwischen Doetinchem und Winterswijk. Es hat 5.950 Einwohner.
Der Name lautete ursprünglich Wazovelde und wurde urkundlich erstmals 823 erwähnt, als am 7. Februar ein gewisser Gerowardus einige seiner Güter der St.-Maarten-Kirche in Utrecht übertrug. Den Namen kann man deuten als das Feld der vaarsen (junge Kühe).

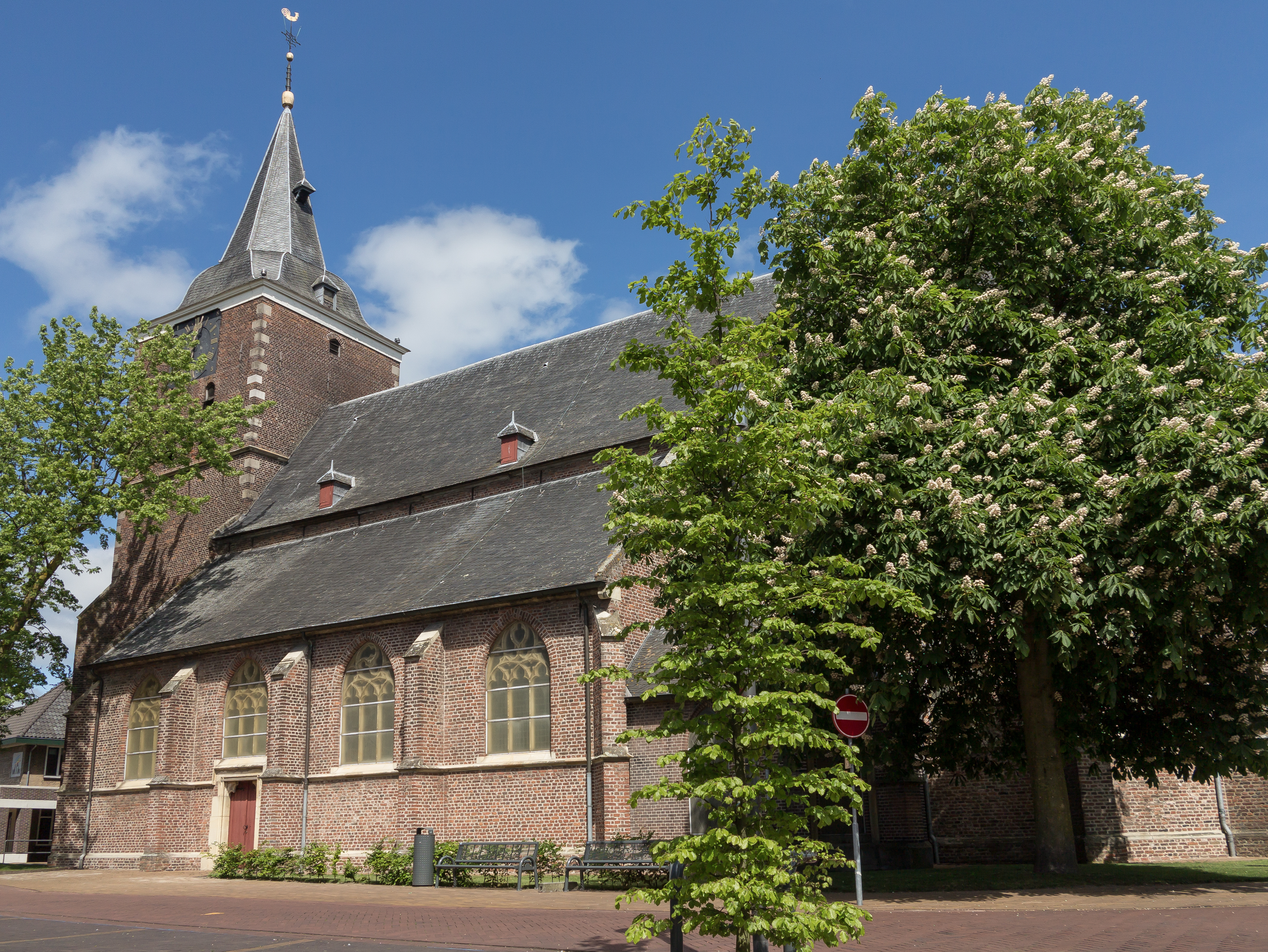
Kirche: de Grote of Laurentiuskerk

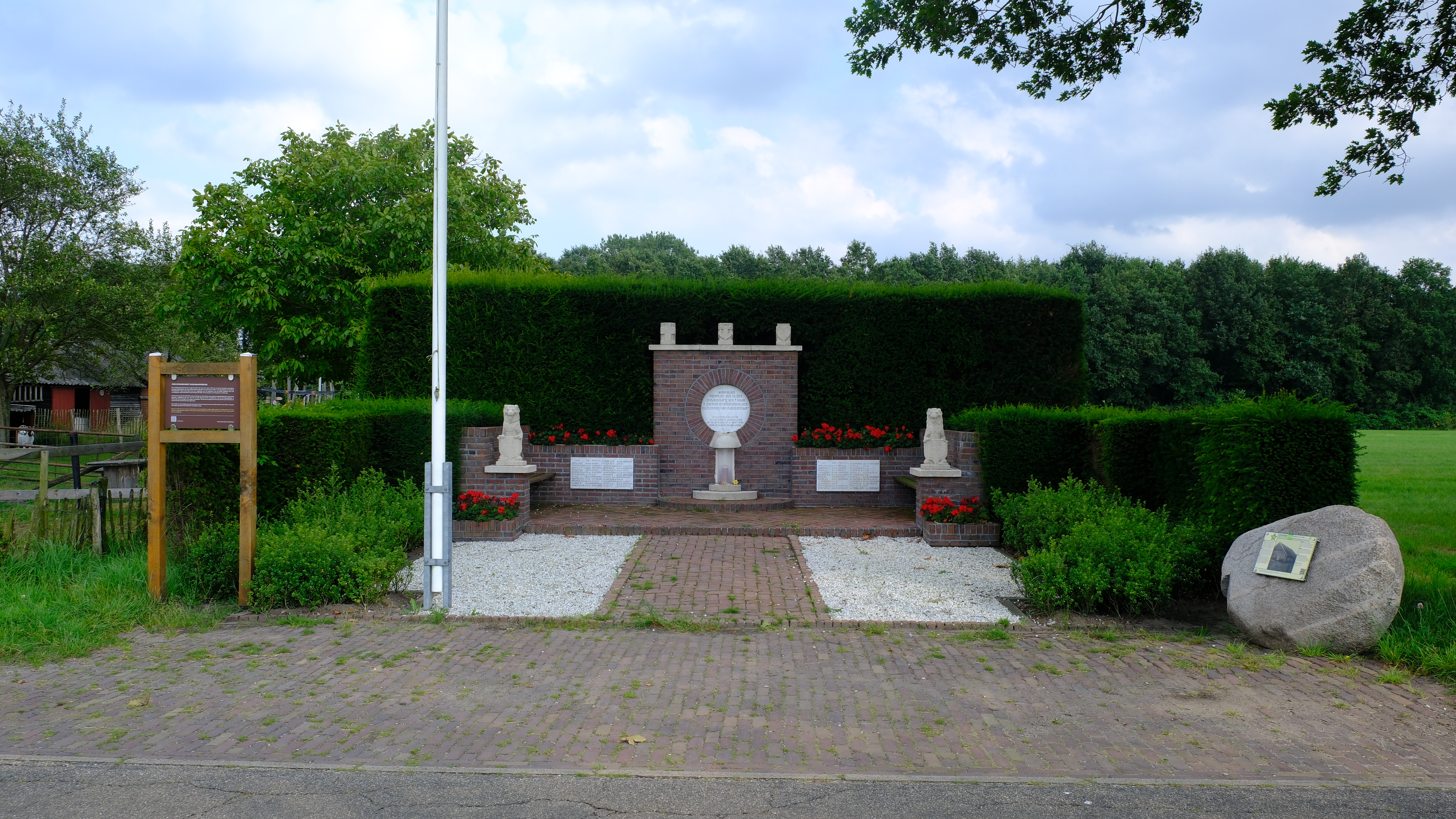
Monument zur Erinnerung an die 46 in Varsseveld von der deutschen Besatzung hingerichteten Männer

Bewohnt wurde Varsseveld wahrscheinlich bereits weitaus früher. In den Vennebulten in der Nähe des Dorfes wurden Überreste aus der Zeit der Rentierjäger gefunden sowie aus römischer Zeit eine Münze des Antoninus Pius. Im Mittelalter lief der Hessenweg vorbei. Varsseveld ist seit der Reformation (ca. 1580–90) eine calvinistische Enklave im katholischen Umland. Im Zweiten Weltkrieg ist der Widerstand gegen die deutschen Besatzer (z. B. von Bürgermeister Boots) von Bedeutung gewesen.
Am 2. März 1945 fand in Varsseveld die Massenhinrichtung der 46 des Rademakersbroek statt. Eine Woche zuvor, am 25. Februar, waren drei deutsche Soldaten in den Bauernhof Bark eingedrungen, mutmaßlich auf der Suche nach Lebensmitteln. Der Bauernhof diente Widerstandskämpfern als Unterschlupf. Die Soldaten fanden Hinweise auf deren Anwesenheit, so dass diese die drei Soldaten sowie einen vierten Mann, der im Auto saß, gefangen nahmen und hängten. Die Leichname der getöteten deutschen Soldaten wurden in das Auto gesetzt, das vor einen Baum gefahren und angezündet wurde, um einen Unfall vorzutäuschen. Die deutschen Besatzer erkannten jedoch, dass es sich um einen fingierten Unfall gehandelt hatte, konnten die Täter aber nicht ausfindig machen. Zur Vergeltung holten sie 46 Männer aus dem Gefängnis von Doetinchem, die dort wegen kleinerer Vergehen einsaßen, brachten sie auf ein Feld und richteten sie mit Maschinengewehren hin.
Im Dorfkern steht die (calvinistische) Große oder Laurenzkirche (Laurentiuskerk, 1556 geweiht), in der Nähe befindet sich auch das alte Gemeindehaus. Es gibt den alten Bauernhof Hofshuus und eine von Freiwilligen betriebene Windmühle. 
Varsseveld war Hauptort der Gemeinde Wisch, die am 1. Januar 2005 mit Gendringen zur neuen Gemeinde Oude IJsselstreek fusionierte. Zusammen mit Gendringen ist Varsseveld nun einer der Hauptorte von Oude IJsselstreek.
An der Strecke Winterswijk–Zevenaar–Arnheim gibt es eine Bahnstation.